# Oreocharis
Oreocharis is een monotypisch geslacht van zangvogels uit de familie Paramythiidae (prachtbessenpikkers).

## Soorten
Het geslacht kent de volgende soort:
- Oreocharis arfaki – Meesbessenpikker